# Monte Imeon

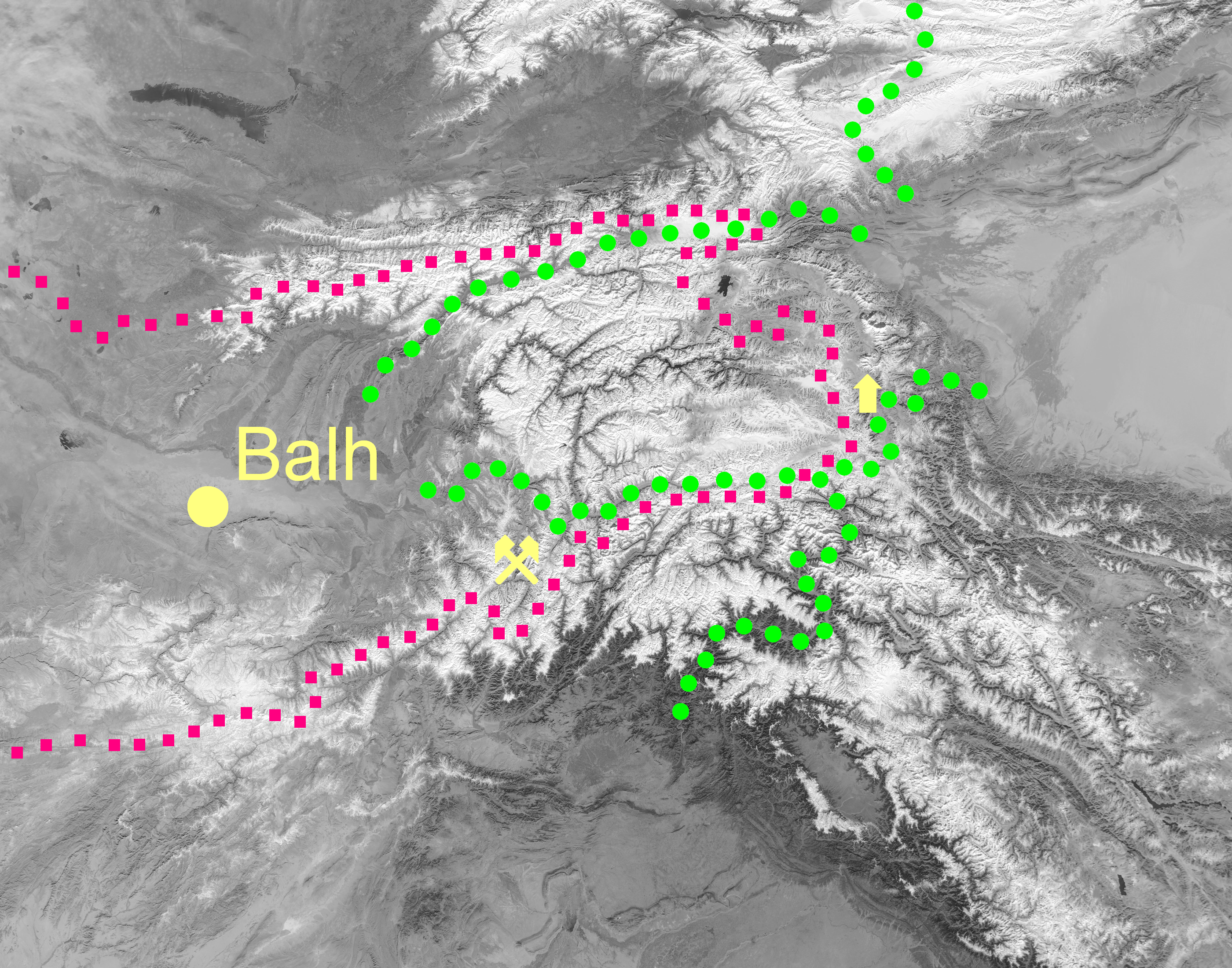
Zona do Monte Imeon com as antigas terras dos proto-búlgaros de acordo com a reconstrução de Suren Eremyan do mapa original ‘Ashharatsuyts’, da Ásia Central.

Monte Imeon é o nome antigo para o grupo de cordilheiras da Ásia Central compreendendo o Indocuche, o Pamir e Tian Shan, estendendo-se dos Montes Zagros a sudoeste, até aos Montes Altai a nordeste, e ligada aos Montes Kunlun, ao Caracórum e ao Himalaia a sudeste.
Uma descrição pormenorizada deste território montanhoso e seus povos foi dada no ‘Ashharatsuyts’, escrito pelo antigo geógrafo arménio Ananias de Siracena no século VII.